# الإمبراطورية البيزنطية تحت حكم السلالة المقدونية
مرت الإمبراطورية البيزنطية في فترة نهضة خلال حكم الأباطرة المقدونيين اليونانيين في نهايات القرن التاسع والعاشر وبدايات القرن الحادي عشر، وذلك عندما سيطرت على البحر الأدرياتيكي، وجنوب إيطاليا وجميع أراضي القيصر صامويلس البلغاري. توسعت مدن الإمبراطورية، وانتشر الثراء في المحافظات بسبب الأمن المُحقق حديثًا. ارتفع عدد السكان وازداد الإنتاج، الأمر الذي أدى إلى تحفيز مطالب جديدة وساعد في تشجيع التجارة. ثقافيًا، كان هناك نمو ملحوظ في الثقافة والتعليم («النهضة المقدونية»). حُفظت النقوش القديمة وأُعيد نسخها بحذر. ازدهر الفن البيزنطي، وزينت الفسيفساء الرائعة التصاميم الداخلية للعديد من الكنائس الجديدة. على الرغم من أن الإمبراطورية كانت أصغر بكثير من فترة حكم جستينيان، فقد كانت أيضًا أقوى، لأن الأراضي المتبقية منها كانت أقل تشتتًا من الناحية الجغرافية وأكثر اندماجًا من الناحية السياسية والثقافية.

## التطورات الداخلية
على الرغم من أن التقاليد نسبت «النهضة البيزنطية» إلى باسيل الأول (867-886)، مؤسس السلالة المقدونية، فقد نسب بعض الباحثين فيما بعد الفضل في هذه النهضة إلى سلف باسيل وهو مايكل الثاني (842-867) وإلى العالم ثيوكتيسوس (توفي عام 855). كان الأخير يفضل على وجه التحديد التهذيب في البلاط الملكي، وزاد بانتظام احتياطات الذهب في الإمبراطورية من خلال سياسته المالية الحذرة. تزامنت نهضة السلالة المقدونية مع التطورات الداخلية التي عززت الوحدة الدينية في الإمبراطورية.
شهدت حركة تحطيم الأيقونات تراجعًا حادًا: كان ذلك في صالح القمع اللّين الذي مارسه الأباطرة، وفي صالح تسوية الصراع الديني الذي استنزف موارد الإمبراطورية في القرون السابقة. على الرغم من الهزائم التكتيكية العرضية، فقد استمر الوضع الاقتصادي والثقافي والتشريعي والإداري في التحسن في عهد خلفاء باسيل، خصوصًا في عهد رومانوس الأول ليكابينوس (920-944). اتخذ نظام الثيمات شكله النهائي في هذه الفترة. بدأت مؤسسة الكنيسة الأرثوذكسية الشرقية تدعم بإخلاص القضية الإمبراطورية، وقلّصت الدولة من سلطة طبقة مالكي الأراضي لصالح صغار المالكين الزراعيين، الذين شكلوا جزءًا مهمًا من القوة العسكرية للإمبراطورية. ساهمت هذه الظروف المواتية في زيادة قدرة الأباطرة على شن الحرب ضد العرب.

## الحروب ضد المسلمين
بحلول عام 867، رسخت الإمبراطورية موقعها في كل من الشرق والغرب، في حين كان نجاح بنيتها العسكرية الدفاعية سببًا في تمكين الأباطرة من البدء في التخطيط لحروب الاستعادة في الشرق.
بدأت عملية الاستعادة بحظوظ متغيرة. أعقب الاستعادة المؤقتة لجزيرة كريت (843) هزيمة بيزنطية ساحقة على مضيق البوسفور، إذ لم يكن الأباطرة قادرين على منع الغزو الإسلامي المستمر لصقلية (827-902). غزا المسلمون باليرمو في عام 831، وميسينة في عام 842، وإنّا في عام 859، وسرقوسة في عام 878، وكاتانيا في عام 900 وقلعة طبرمين، المعقل اليوناني الأخير، مستخدمين تونس الحالية بمثابة نقطة انطلاق لهم. توازنت هذه العوائق لاحقًا من خلال حملة انتصارات حققوها ضد دمياط في مصر (856)، وهزيمة أمير ميليتن، وتثبيت السلطة الإمبراطورية على دالماسيا (867) وهجمات باسيل الأول ضد نهر الفرات (سبعينيات القرن التاسع).
قلصت النزاعات الداخلية وانتفاضة الأتراك في الشرق في حينها من تهديد العرب المسلمين. حصل المسلمون مع ذلك على مساعدة من طائفة البيلكانيون التي كان لديها أتباع كُثر في المقاطعات الشرقية من الإمبراطورية، وتعرضت للاضطهاد تحت حكم البيزنطيين، وكانت تقاتل غالبًا تحت راية العرب. تطلب قمع البيلكانيين عدة حملات، وهُزموا في نهاية المطاف على يد باسيل الأول. في عام 904، ضربت كارثةُ الإمبراطورية، عندما نهب أسطول عربي بقيادة مرتد بيزنطي مدينتها الثانية، سالونيك. رد البيزنطيون على ذلك من خلال تدمير أسطول عربي في عام 908، ونهب مدينة لاوديكيا في سورية بعد ذلك سنتين. على الرغم من هذا الانتقام، لم يكن البيزنطيون قادرين على توجيه ضربة حاسمة ضد المسلمين، الذين ألحقوا هزيمةً ساحقة بالقوات الإمبراطورية عندما حاولوا استعادة جزيرة كريت في عام 911.
ظل الوضع على الحدود مع الأراضي العربية متقلبًا، وكان البيزنطيون يتقلبون بين موقع هجومي أو دفاعي. شكّل خقانات روس، الذين ظهروا بالقرب من القسطنطينية لأول مرة في عام 860، تحديًا آخر جديدًا. في عام 941، ظهروا على الشاطئ الآسيوي للبوسفور، لكنهم سُحقوا في هذه المرة، مما يدل على التحسينات في الموقف العسكري البيزنطي بعد عام 907، عندما كانت الدبلوماسية فقط قادرة على صد الغزاة. كان الجنرال الشهير يوحنا كوركواس هو قاهر الروس، وقد واصل الهجوم مع تحقيق انتصارات أخرى جديرة بالملاحظة في في ميسوبوتاميا (943)، وكانت قد بلغت هذه الانتصارات ذروتها من خلال استعادة إيديسا (944)، والتي تم الاحتفال بها بشكل خاص بسبب عودة المنديل المبجل إلى القسطنطينية.
وسع الأباطرة الجنود نقفور الثاني فوكاس (حكم بين عامي 963-969) ويوحنا زيمسكي الأول، الإمبراطورية إلى سوريا، عندما تغلبوا على أمراء شمالي غرب العراق واستعادوا جزيرة كريت وقبرص. هددت قوات الإمبراطورية القدس، في مرحلة ما تحت حكم يوحنا، في أقصى الجنوب. أصبحت إمارة حلب ومجاوراتها تابعين إلى الإمبراطورية في الشرق، حيث شكلت المملكة الفاطمية المصرية أكبر تهديد لها.